# أنطوني بيركلي كوكس
أنطوني بيركلي كوكس (5 يوليو 1893 - 9 مارس 1971) كان كاتب جريمة إنجليزيًّا. كتب تحت عدة أسماء مستعارة، بما في ذلك فرانسيس إيلز، وأنتوني بيركلي، وأ. مونماوث بلاتس.

## الحياة المبكرة والتعليم
وُلِد أنطوني بيركلي كوكس في 5 يوليو 1893 في واتفورد، وهو ابن الطبيب الدكتور ألفريد إدوارد كوكس (1861-1936)، من مونماوث هاوس وبلاتس، وهما عقاران متجاوران في شارع واتفورد هاي ستريت، وسيبيل مود (توفيت عام 1924)، ني إيلز، التي كانت تدير مدرسة في مونماوث هاوس. كان جده لأبيه تاجر نبيذ في ديربي. كان لدى كوكس شقيقان أصغر منه سنًا: ستيفن هنري جونسون كوكس (1899-1960)، الذي أصبح مدير مدرسة، وسينثيا سيسيلي كوكس (من مواليد 1897).
تلقى كوكس تعليمه مع شقيقه في مدرسة روز هيل، بانستيد، سري، ومنذ سن الرابعة عشرة تلقى تعليمه في مدرسة شيربورن ثم في كلية جامعة أكسفورد.

## الحياة المهنية
بصفته متدربًا سابقًا في فيلق تدريب الضباط، كُلف كوكس برتبة ملازم ثان مؤقت في الجيش البريطاني في 19 سبتمبر 1914. رُقي إلى رتبة ملازم مؤقت في 4 نوفمبر 1915. خدم في الكتيبة السابعة من فوج نورثهامبتونشاير خلال الحرب العالمية الأولى. عانى من هجوم بالغاز في فرنسا، مما تسبب في أضرار طويلة الأمد لصحته. بعد الهجوم، أُعيد إلى إنجلترا بسبب الإعاقة، ثم عمل في عدد من الوظائف المكتبية للجيش. في 15 أبريل 1919، نُقل إلى قائمة العاطلين عن العمل، وانتهت خدمته العسكرية.
بعد الحرب، عمل صحفيًا لسنوات عديدة، مساهمًا في مجلات مثل Punch  و The Humorist .
نُشرت روايته الأولى، لغز محكمة لايتون، بشكل مجهول في عام 1925. وقد قدمت الرواية شخصية روجر شيرينجهام، المحقق الهاوي الذي ظهر في العديد من روايات المؤلف بما في ذلك قضية الشوكولاتة المسمومة الكلاسيكية. في عام 1930، أسس بيركلي نادي الكشف في لندن بالتعاون مع أجاثا كريستي، و فريمان ويلز كروفتس، وكتاب آخرين مشهورين في مجال الروايات البوليسية.
حُولت روايته التي كتبها عام 1932 (باسم "فرانسيس إيلز")، قبل الحقيقة، إلى الفيلم الكلاسيكي الشك عام 1941، من إخراج ألفريد هيتشكوك، وبطولة كاري جرانت وجوان فونتين. حُولت رواية المحاولة والخطأ إلى فيلم غير عادي عام 1941 بعنوان Flight from Destiny بطولة طوماس ميتشل.
كان صديقًا لـ EM Delafield وكان كل منهما يخصص كتابًا للآخر (جيل وقضية التسمم في ويتشفورد). لقد ضايقته بلطف في روايتها "سيدة المقاطعة تذهب أبعد من ذلك" من خلال جعل الناس يخبرونها أن "فرانسيس إيلز" هو في الواقع ألدوس هكسلي أو إديث سيتويل . وُصفت الجملة الافتتاحية لرواية "الخبث المسبق" بأنها "خالدة": "لم يتخذ الدكتور بيكلي أي خطوات فعالة في هذا الأمر إلا بعد مرور عدة أسابيع على اتخاذه قرار قتل زوجته".
في عام 1938، بدأ مراجعة الكتب في مجلة John O'London's Weekly وصحيفة ذا ديلي تيليجراف، وكتب تحت اسمه المستعار فرانسيس إيلز. وكتب أيضًا لصحيفة صنداي تايمز في أربعينيات القرن العشرين ولصحيفة مانشستر جارديان، التي أصبحت فيما بعد الجارديان، من منتصف الخمسينيات وحتى عام 1970. كان شخصية رئيسية في تطوير أدب الجريمة، وتوفي في عام 1971 في سانت جونز وود، لندن. قُيمت ممتلكاته بمبلغ 196,917 جنيهًا إسترلينيًا (2,321,878 جنيهًا إسترلينيًا في عام 2023).